# Bridge Burning
Singles de Foo Fighters
These Days
(2011) Something from Nothing
(2014)
Bridge Burning est le cinquième et dernier single du groupe de rock alternatif Foo Fighters issu de l'album Wasting Light sorti en 2011.

## Liste des titres
Toutes les chansons sont écrites et composées par Dave Grohl, Taylor Hawkins, Nate Mendel, Chris Shiflett, Pat Smear.
| 1. | Bridge Burning | 4:46 |

## Charts
| Chart (2012)                                       | Position |
| -------------------------------------------------- | -------- |
| Canadian Hot 100 (Billboard)                       | 75       |
| Canadian Alternative Rock (America's Music Charts) | 6        |
| Canadian Active Rock (America's Music Charts)      | 3        |
| UK Rock Top 40 (Official Charts Company)           | 14       |
| US Alternative Songs (Billboard)                   | 25       |
| US Hot Mainstream Rock Tracks (Billboard)          | 14       |
| US Rock Songs (Billboard)                          | 22       |

## Membres du groupe lors de l'enregistrement de la chanson
- Dave Grohl - chant, guitare
- Chris Shiflett - guitare
- Nate Mendel - basse
- Taylor Hawkins - batterie
- Pat Smear - guitare